# Strix leptogrammica
L'allocco bruno malese (Strix leptogrammica Temminck, 1831) è un uccello rapace tropicale appartenente alla famiglia Strigidae.

È diffuso nel sud-est asiatico, dove si nasconde nelle fitte foreste sempreverdi equatoriali ed umide.

## Descrizione
L'allocco bruno malese è di taglia medio grande, raggiunge in età adulta una lunghezza totale di 45-57 cm ed un peso i 950-1100 g. Presenta un dorso uniformemente bruno scuro, macchiettato di bianco, in densità minore sulle spalle. Inferiormente ha una colorazione ocra lucida con striature marroni. Il disco facciale è rossiccio o marrone, bordato di scuro; notabile è il sottogola bianco. Le ali sono piuttosto lunghe, infatti raggiunge un'apertura alare di 95-135 cm; usualmente le porta leggermente aperte sui fianchi, mentre quando è appollaiato su un posatoio di caccia, le tiene sempre leggermente aperte e pronte a planare. Talvolta viene chiamato allocco corteccia a causa della caratteristica peculiare delle sue ali; infatti quando è appollaiato, ha l'abitudine di allungare il corpo, tanto che accostandosi ai tronchi degli alberi il piumaggio aderisce ad esso e sembra elemento stesso della corteccia. Il dimorfismo sessuale nella specie non è evidente, mentre il piumaggio dei pulli è decisamente più chiaro e pallido.

## Biologia

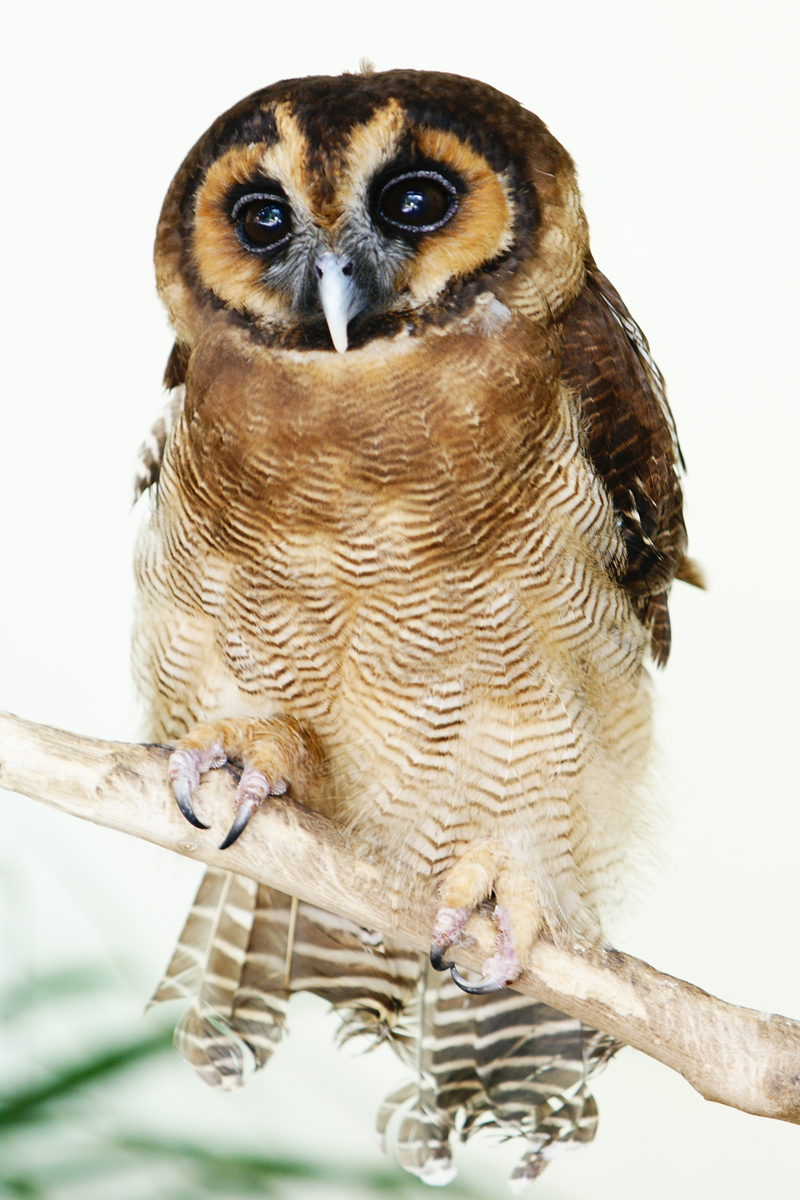
Esemplare all'interno del Parco degli uccelli di Kuala Lumpur

### Voce
Nelle popolazioni indiane i richiami sono una sorta di muggiti a toni bassi, mentre più a meridione i richiami tendono ad essere notevolmente più musicali e dati da un'unica nota acuta, ripetuta ritmaticamente, ed accompagnata, infine, da un leggero suono sordo.

### Alimentazione
La specie è attiva di notte; essa si nutre principalmente di rettili, piccoli uccelli e piccoli mammiferi. Talvolta anche di pesci, specialmente nello Sri Lanka, dove caccia anche alla luce del giorno.

### Riproduzione
La stagione riproduttiva inizia a gennaio e si conclude ad aprile. Nidifica in cavità di alberi, a terra tra le radici di alberi secolari, in anfratti rocciosi o su rocce sporgenti di scogliere. La covata solitamente è di 1-2 uova che porta alla nascita dei pulli dopo 29-30 giorni.

## Distribuzione e habitat
Vive nelle aree boschive della fascia costiera e nelle foreste tropicali, dall'India e Sri Lanka fino al sud-ovest della Cina e dal Myanmar fino alla Malaysia, all'isola di Sumatra e al Borneo.

Il suo habitat naturale sono le foreste pluviali del Borneo, le fitte foreste tropicali indiane, le foreste sempreverdi della catena himalayana, le pianure alberate e le foreste di pianura; sono un ambiente di suo gradimento anche le foreste lungo le coste e quelle a galleria lungo i corsi d'acqua. Raggiunge i 2800 metri di quota, occasionalmente 4000 metri.

È una specie schiva e silenziosa che viene disturbata anche da minimi rumori e scappa ai primi segnali di presenze estranee, a causa di questa sua abilità nel mimetizzarsi è molto difficile da scorgere e seguire in natura. Gli ornitologi per studiare i comportamenti della specie fanno notevole riferimento alla lettura delle borre.

## Tassonomia

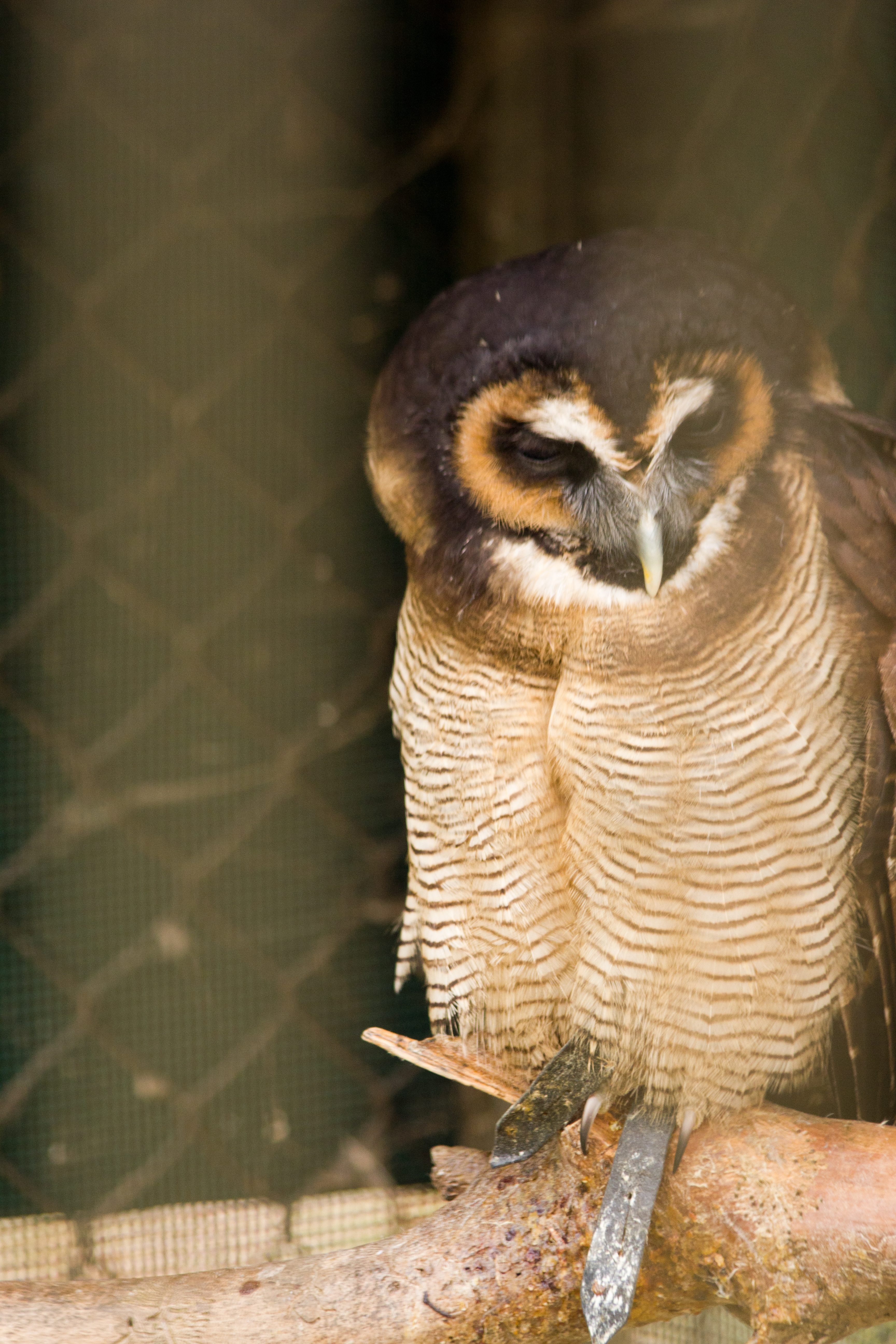
Esemplare in cattività

### Sottospecie
L'allocco bruno malese comprende attualmente, a dicembre 2014, 14 sottospecie, le quali differiscono notevolmente per la taglia, specialmente la popolazione indonesiana che è più piccola rispetto alle altre, e per la vocalizzazione. Esse sono:
- Strix leptogrammica bartelsi (Finsch, 1906) - Giava
- Strix leptogrammica caligata (Swinhoe, 1863) - Hainan e Taiwan
- Strix leptogrammica chaseni Hoogerwerf & de Boer, 1947 - Belitung (nel mar di Giava, al largo a sud-est di Sumatra)
- Strix leptogrammica indranee Sykes, 1832 - India meridionale
- Strix leptogrammica laotiana Delacour, 1926 - sud Laos e Vietnam centrale (Annam)
- Strix leptogrammica leptogrammica Temminck, 1832 - Borneo centrale e meridionale
- Strix leptogrammica maingayi (Hume, 1878) - penisola malese
- Strix leptogrammica myrtha (Bonaparte, 1850) - Sumatra
- Strix leptogrammica newarensis (Hodgson, 1836) - India settentrionale, Nepal, Bangladesh
- Strix leptogrammica niasensis (Salvadori, 1887) - Nias (al largo a ovest di Sumatra)
- Strix leptogrammica nyctiphasma Oberholser, 1924 - isole Banyak (al largo a ovest di Sumatra)
- Strix leptogrammica ochrogenys (Hume, 1873) - Sri Lanka
- Strix leptogrammica ticehursti Delacour, 1930 - dal Myanmar fino al sud-est della Cina, Thailandia, nord Laos e nord Vietnam
- Strix leptogrammica vaga Mayr, 1938 - nord del Borneo

### Specie simili
È un allocco molto simile all'allocco delle foreste, da cui differisce per la barratura delle parti ventrali e per la colorazione alare più chiara.

## Conservazione
Questa specie viene elencata tra le specie a rischio minimo (Least Concern) nella lista rossa della IUCN poiché prima di tutto ha un vasto areale (stimato essere circa 20.000 km²), poi perché, sebbene sia in leggera diminuzione, ha una tendenza stabile nel numero tale da non raggiungere lo status di specie vulnerabile e per ultimo perché la dimensione della popolazione è abbastanza grande (stimata a 10.000 individui). Localmente, però, in regioni dove la deforestazione è incessante, sta diventando relativamente rara.